# Хождение босиком

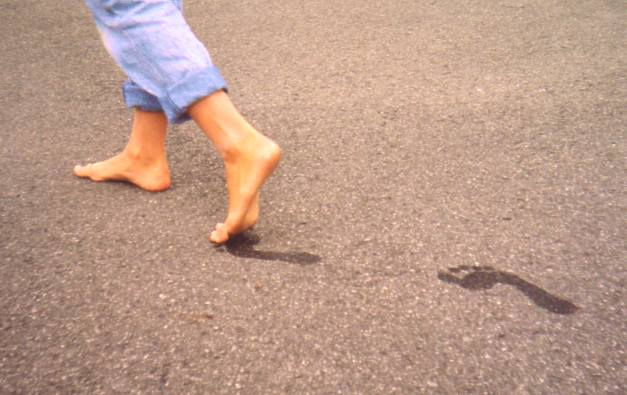
Хождение босиком

Хождение босиком — хождение без обуви и носков. Это частое явление в развивающихся странах, но редко встречается в странах с высоким уровнем развития. Носить обувь из-за практичности, моды, социальных и исторических причин принято во многих человеческих обществах, и особенно на открытом воздухе. При этом многие не носят обувь дома и ожидают этого же от посетителей. Есть много видов спорта, которыми люди занимаются босиком, в том числе бег, катание на водных лыжах, пляжный волейбол, гимнастика, ряд единоборств (дзюдо, карате, тайский бокс).
Многие люди считают ношение обуви символом цивилизации, а босые ноги — символом бедности. Некоторые хотят быть босиком, по крайней мере, в некоторых ситуациях, не имеющих отношения к бедности. Вокруг явления сложилась субкультура босохождение (англ. barefooting).
В хождении босиком есть как риски для здоровья, так и польза. Обувь обеспечивает защиту от порезов, ссадин и синяков, от опасных предметов на земле, а также от ожогов, обморожения и паразитов, таких как нематоды. При этом обувь может ограничить гибкость и подвижность стопы и может привести к увеличению частоты плоскостопия, и атрофии многих мышц стопы. Прогулки босиком приводят к более естественной походке с более мягкими соприкосновениями стопы и опоры. При ходьбе босиком отсутствует жесткий ударный контакт пятки и меньше нагрузка в ноге и голени.
Многие магазины, рестораны и другие общественные места в Соединённых Штатах запрещают ходить босиком. Владельцы частного бизнеса имеют право устанавливать свою собственную политику и ссылаются на несуществующие правила здоровья, однако это — часто требования, которые относятся к сотрудникам, а не к клиентам. Многие считают, что незаконно управлять автомобилем босиком, хотя нет никаких законов в Соединённых Штатах, Канаде, Великобритании и других странах против этого.

## История

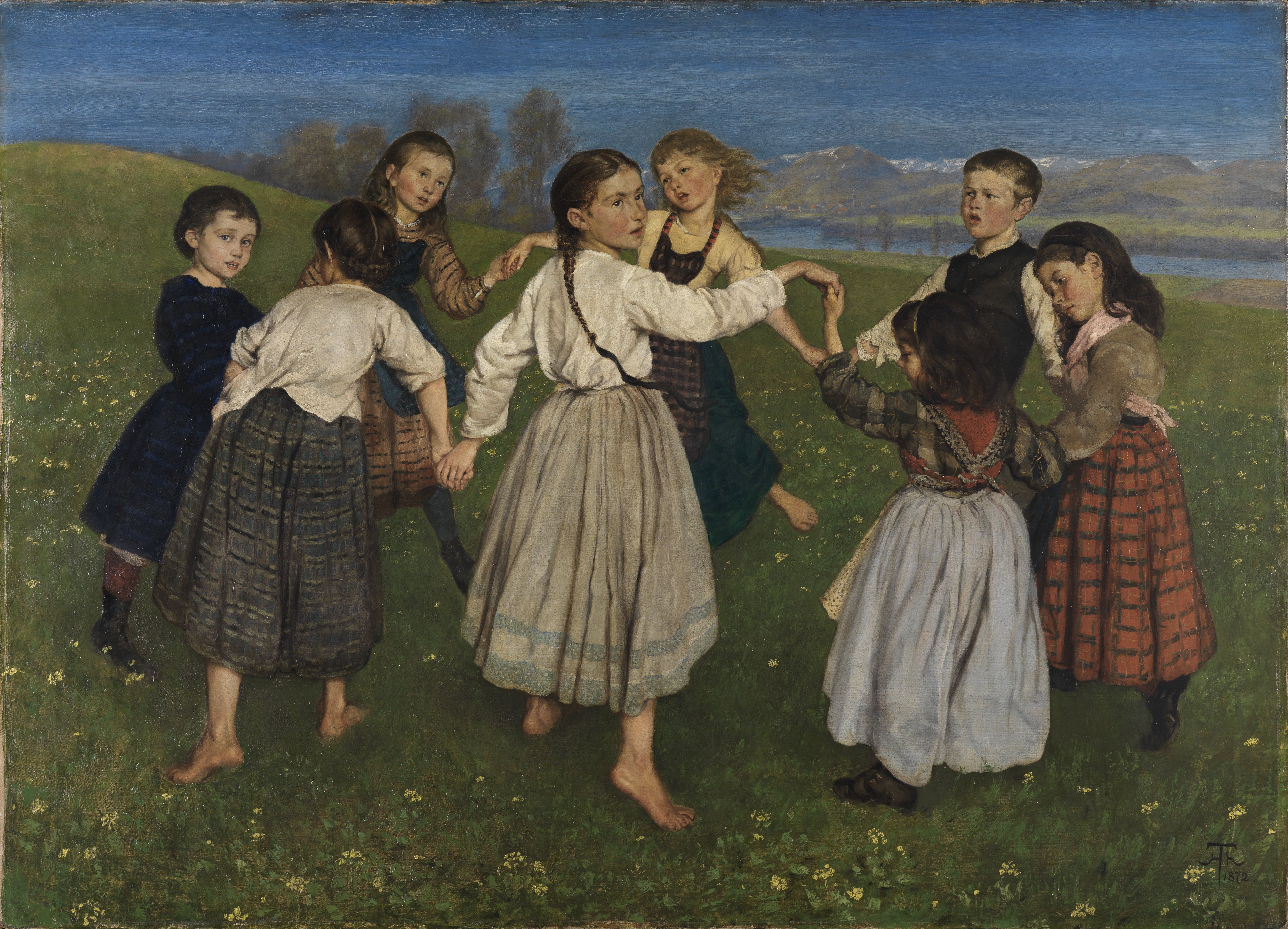
Танцующие босиком дети

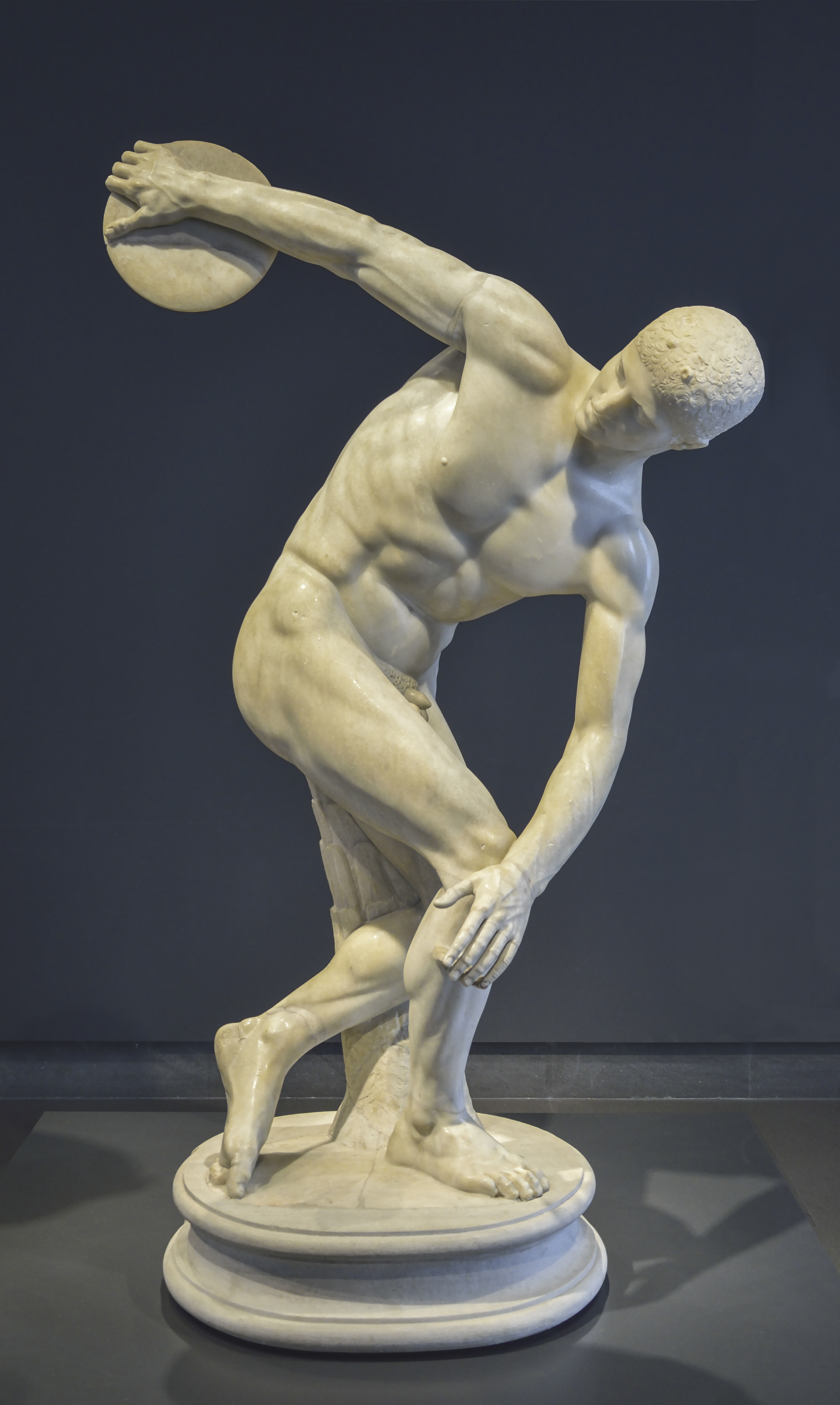
Римский дискобол

Многие люди в древности, такие как египтяне, индийцы и греки, не видели необходимости в обуви и большую часть времени ходили босиком. Египтяне и индийцы сделали более декоративную обувь, например сандалии, которые практически не предусматривали никакой защиты стопы. Спортсмены древних Олимпийских игр соревновались босыми и нагими. Даже боги и герои были в основном изображены босиком, тяжело вооруженные и бронированые гоплиты сражались босиком, и Александр Великий завоевал свою огромную империю с босой армией. 
Римляне, которые в конечном итоге завоевали греков и приняли многие аспекты их культуры, не приняли греческое восприятие обуви и одежды. Одежда в древнем Риме рассматривается как знак власти, и обувь рассматривалась как необходимость жить в цивилизованном мире, хотя рабы и нищие обычно ходили босиком. Эта же тенденция отразилась в Библии — во время свадеб этого периода отец даёт своему наследнику пару обуви, чтобы символизировать передачу власти.
Ремесленники, солдаты и люди низших сословий Древнего Египта ходили босыми, а египтяне, принадлежащие к высшим сословиям, носили сандалии, которые, однако, всегда снимались в присутствии или во дворце царя.
В Римской империи по свидетельству Тита Ливия босиком ходили знатные патрицианки, дабы соблазнить римских мужей.
В XIII веке в Европе появились монашеские ордена, требовавшие от своих членов хождения босиком. А в XVI веке во Франции основали орден босоногих кармелитов, которые должны были в течение всей жизни обходиться без обуви.
Рассказывают, что герцога Альбу, достаточно мрачного фанатика, который приложил руку к изобретению излюбленного орудия инквизиции «испанского сапога», восхтитил босоногий танец его любовницы Франчески Альгамбры
Активной сторонницей босохождения была Жозефина Богарне, супруга Наполеона Бонапарта. По возвращении Наполеона из Египта Жозефина частенько появлялась на приемах с украшениями на пальцах ног, а с подобными украшениями обувь не наденешь.
На рубеже XX века мода на босые ноги охватила женщин, которые вышли на тропу войны с «мещанской идеологией благополучия» и начали бороться с мужчинами за равноправие. Женщины не только переодевались в мужскую одежду, носили брюки, жилеты, но и сбрасывали обувь.
Бывали случаи намеренного хождения босиком просто для того, чтобы обратить на себя внимание. Подобным образом поступали в разное время Эвита Перон, Айседора Дункан (специфическая манера танца, её даже называли «Великой босоножкой»), Жаклин Кеннеди (бродила по лужайке Белого дома, потом были скандальные фото).

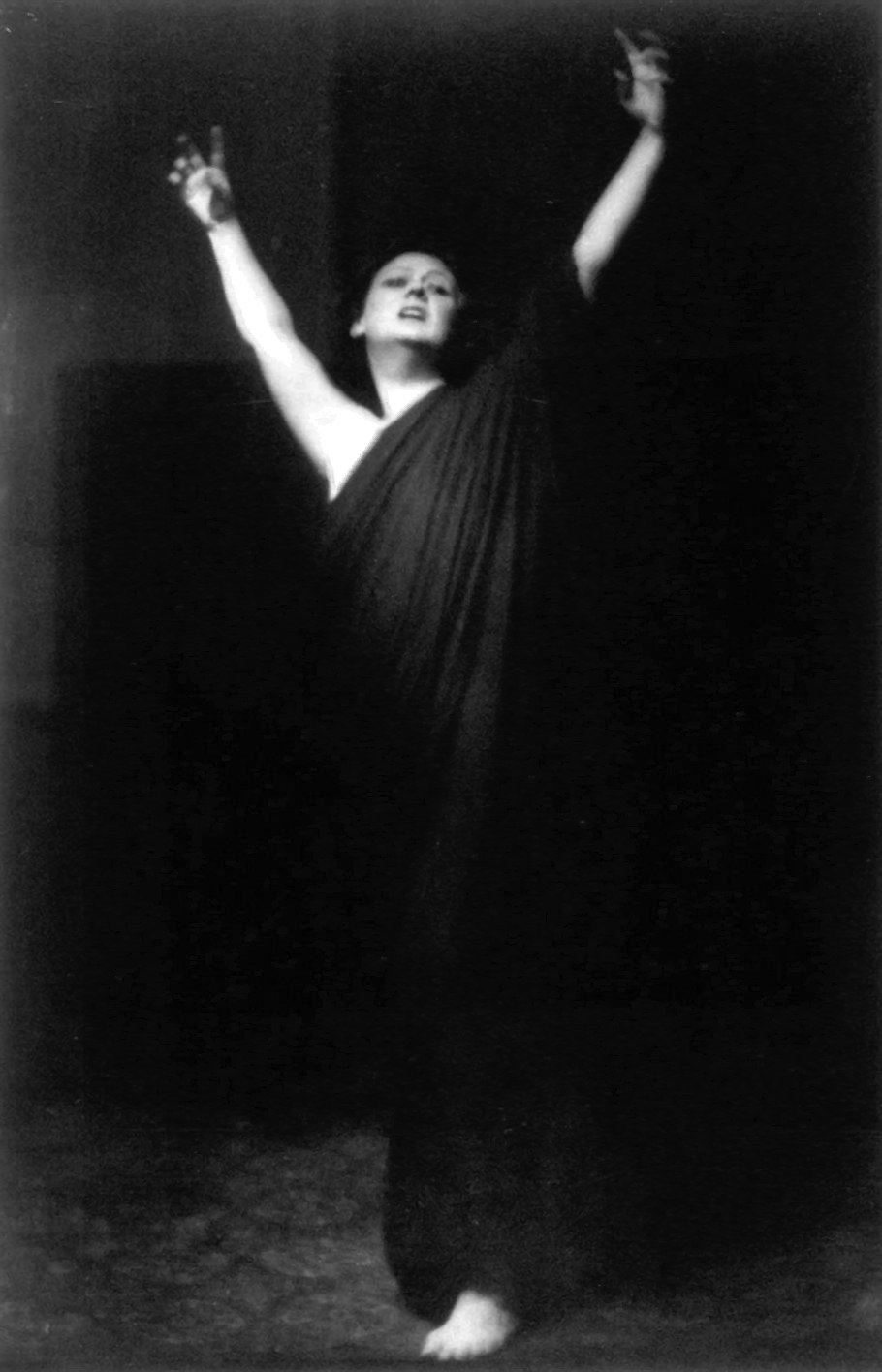
Айседора Дункан

Босой можно позволить себе пройтись, просто потому что ноги красивые. Именно по этой причине, например, великая Марлен Дитрих не упускала случая избавиться от туфель на публике. Как пишет её биограф Дольфус, «…с приёмов Марлен, зная про свои безукоризненные ноги, частенько возвращалась с туфлями в руках». Босиком всегда выступает на концертной сцене юная норвежская певица Анджелина Джордан, она даже написала книгу, чтобы объяснить свои мотивы.

## Ходьба босиком сегодня
Хождение босиком в наши дни по улице — очень частое явление в развивающихся и тёплых странах. В развитых странах единственное место под открытым небом, где большинство ходит босиком — это песчаные пляжи.
Сегодня бурно развивается хождение босиком и бег босиком в специальной обуви, при этом имитируется хождение босиком, но защищает от опасностей на земле. Несмотря на различный внешний вид, и даже сходство с кроссовками, есть общее — отсутствие амортизаторов в подошве и каблуке. Оригинально выглядит продвинутая серия — каждый палец в отдельном отсеке, как в перчатке. Вариантов несколько: наиболее полная имитация хождения босиком в «босо-обуви» (англ. barefoot shoes), и более «толстоподошвенный» вариант «минималистическая обувь» (англ. minimalist shoes). К первой группе относятся, очевидно, и укрепленные кевларом носки, но носки-перчатки могут быть дополнением к босо-обуви в зимнее время.

### Россия
Ещё в конце XX (20) века хождение босиком в России было весьма распространено в городах и особенно в деревнях. В сельской местности почти всё население с марта по октябрь обходилось без обуви, что способствовало закаливанию и выработке особенной плавной походки.

В современной России хождение босиком распространено больше в сельской местности, чем в городах, но и в них есть немало «барефутеров». Известны примеры «барефутеров»-одиночек и групп в Москве, Санкт-Петербурге, Казани, Ялуторовскe (Тюменская область). 

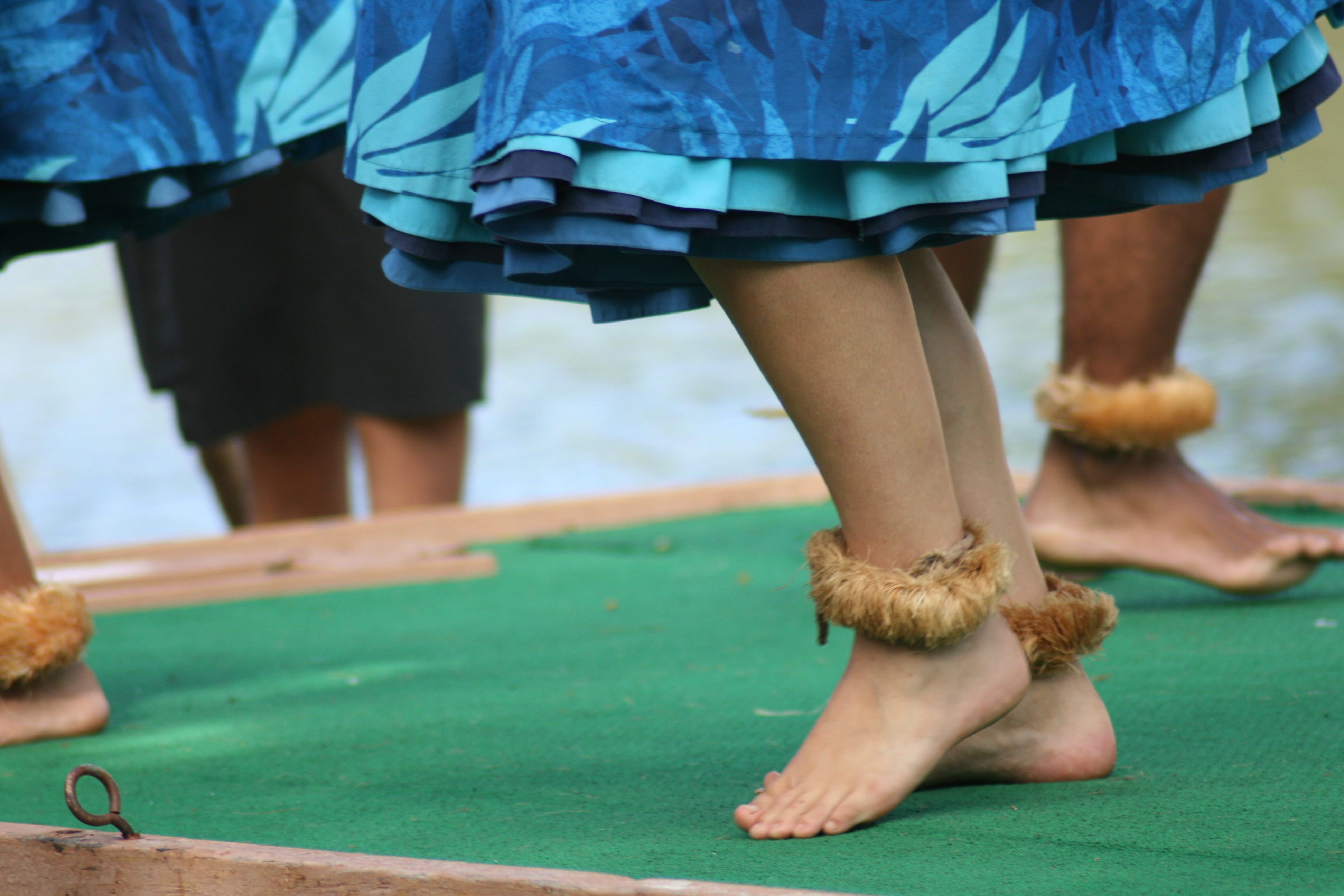
Ритуальные танцы босиком

### Индия и сопредельные страны
Именно Индия больше других стран славилась босоногим образом жизни подавляющего большинства населения. Ещё можно услышать реплику типа «там все ходят босиком и в набедренных повязках». На самом деле эта информация устарела, как минимум, лет на сорок и сейчас в Индии ходят босиком процентов 30. Так, в городах северной и центральной Индии босоногие прохожие на улицах практически не встречаются. Если они и есть, то это либо дети, либо садху, либо просто маргиналы. В южноиндийских городах босиком ходят, но обычно босоногих бывает не более 20 % от общего числа прохожих.

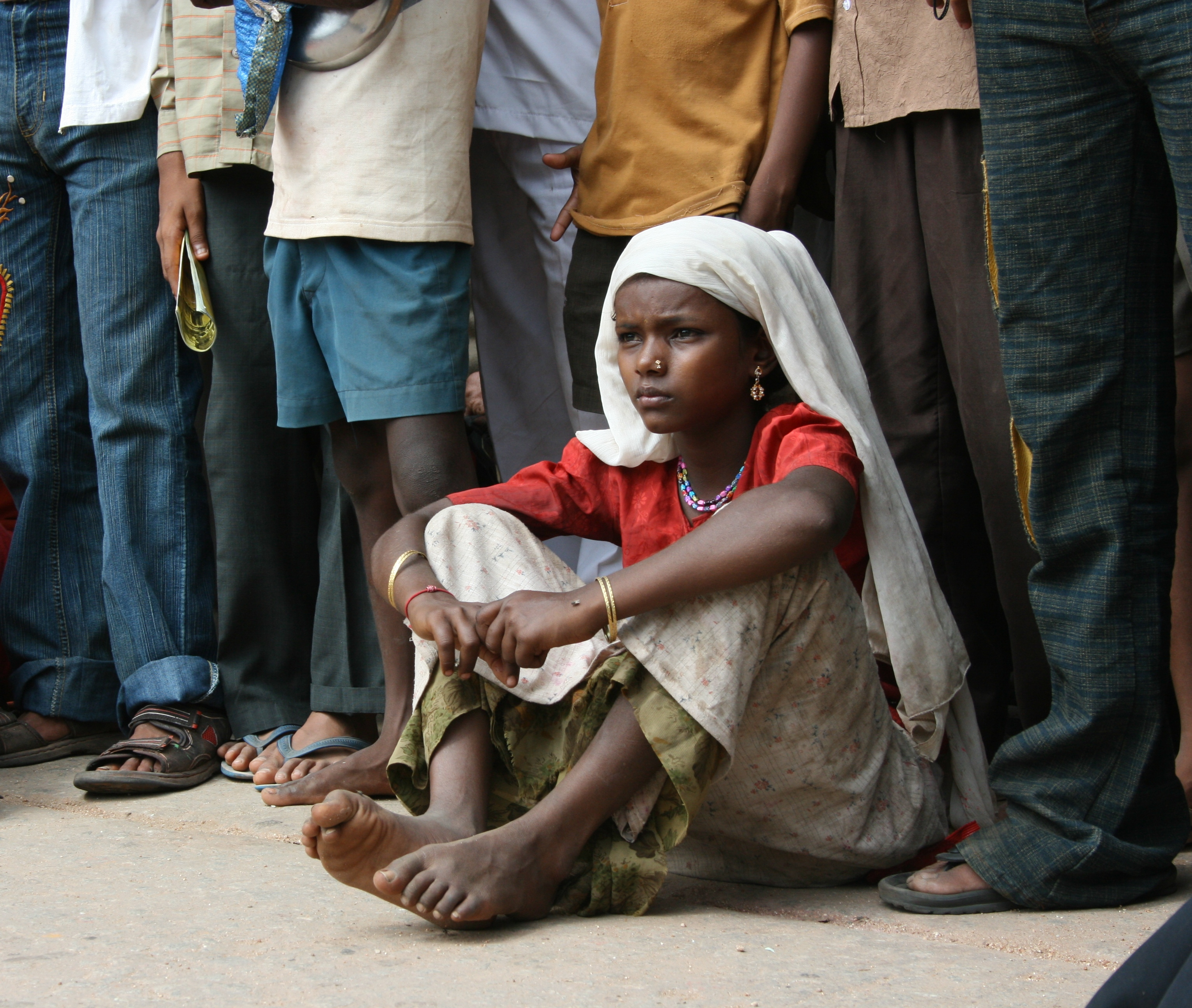
Босоногая девушка в Удайпуре

Сейчас многое изменилось, например, женщины стали носить короткие кофточки («чоли»), и в настоящее время драпируются в одно сари на голое тело разве что в деревнях, да и то очень редко. Данная цитата позволяет предположить, что сейчас в Ченнаи (бывший Мадрас) ходят босиком именно те самые состоятельные горожане, которым это по каким-то причинам нравится, а несостоятельные, ранее вынужденные ходить босиком, давно уже обулись. На этом же основании можно предполагать, что в индийском обществе всё же существуют некие традиции хождения босиком, которые относятся не только к религиозной сфере, но и оказывают влияние на быт, и именно благодаря им босые ноги не были табуированы, как это произошло по всему «цивилизованному миру», как только отпала нужда экономить на обуви.
Что касается сельской Индии, то там ходят босиком практически везде, вопрос только — в каком количестве. Так, босые люди попадаются даже в предгорьях, а в Непале и в горах, Гималаях, хотя там их немного.
На юге число босоногих селян может, в некоторых местах, доходить до 50 %, но до 90 % оно не доходит нигде. Например, на чайных плантациях в штате Керала (юг) большинство работниц — босые. В Ассаме босых и обутых примерно поровну, а в Дарджилинге все обуты, причём в закрытую обувь. Что касается Шри-Ланки, то там босых даже больше, чем на юге Индии, что, вероятно, связано с более жарким климатом. То же относится и к Бангладеш, но здесь, скорее всего, причина в более низком уровне жизни.

### Латинская Америка
Когда-то, примерно до середины 60-х годов XX века, в странах южной Азии, Африки, а также Латинской Америки, не говоря уж о различных островах южных морей, люди ходили преимущественно босыми. Сейчас это, в значительной мере, ушло в прошлое, благодаря появлению дешёвой обуви из различных кожезаменителей, и в особенности резиновых пляжных шлёпанцев. Таким образом, в настоящее время, в странах, считающихся традиционно босоногими, большинство обуто именно в такие шлёпанцы.
Сейчас в городах этого региона босиком обычно не ходят. В сельской местности босоногие встречаются, но они уже в явном меньшинстве. Даже у индейцев из джунглей Амазонии попадаются резиновые шлёпанцы. Впрочем, как ни странно, традиции ходить босиком, до некоторой степени сохраняются у индейцев, живущих в Андах (преимущественно у женщин). Босоногие индианки попадаются даже на улицах городов в горной части Перу и Боливии. У одного из таких народов — аймара, существовал обычай, по которому все женщины ходили только босиком, мужчины — как придётся. Возможно, что описанный феномен — остатки этого обычая.

### Северная Америка
Северная Америка, в особенности США, примечательна тем, что там распространено хождение в обуви внутри жилых помещений. Это в особенности применимо к юго-западным штатам США, в которых сухой, сравнительно теплый климат ограничивает количество уличной грязи, которая, в свою очередь, мотивирует традиции снимать обувь в Европе и Азии. Это также применимо к другим странам с теплым, сухим климатом, например, к Австралии. Эти обстоятельства идеально способствуют появлению табу против хождения босиком.
С другой стороны, юго-западные штаты США являются родиной хиппи и «серферов», у которых хождение босиком, в том числе в общественных местах (например, в магазинах), является стандартом.

### Африка
В некоторых местах Африки люди сегодня охотно ходят босиком. Это, например, остров Мадагаскар. В отличие от континентальной Африки, народ там вовсю ходит босиком — как в сельской местности, так и в городах — не исключая и столицу. Число босоногих иногда даже превышает 50 %. Правда, это связано, скорее всего, с низким уровнем жизни: Мадагаскар даже среди африканских стран отличается бедностью, но с другой стороны, встречается немало неплохо одетых босоногих людей, попадаются босоногие в очках и на велосипедах, которые стоят явно дороже, чем резиновые тапки. Так что, возможно, дело далеко не только в бедности.

### АвстралияиНовая Зеландия
И там, и там взрослый человек может появиться без обуви на улице, в торговом центре и других общественных местах, без риска произвести впечатление психически неадекватной личности. По некоторым оценкам, число босоногих на улицах австралийских городов может доходить до 20 %, то есть идёт наравне с южноиндийскими городами. Впрочем, появляться босым в деловом центре города не принято и там. Что интересно, босиком в городе ходят обычно белые. Для аборигенов это не характерно.

## Проявления

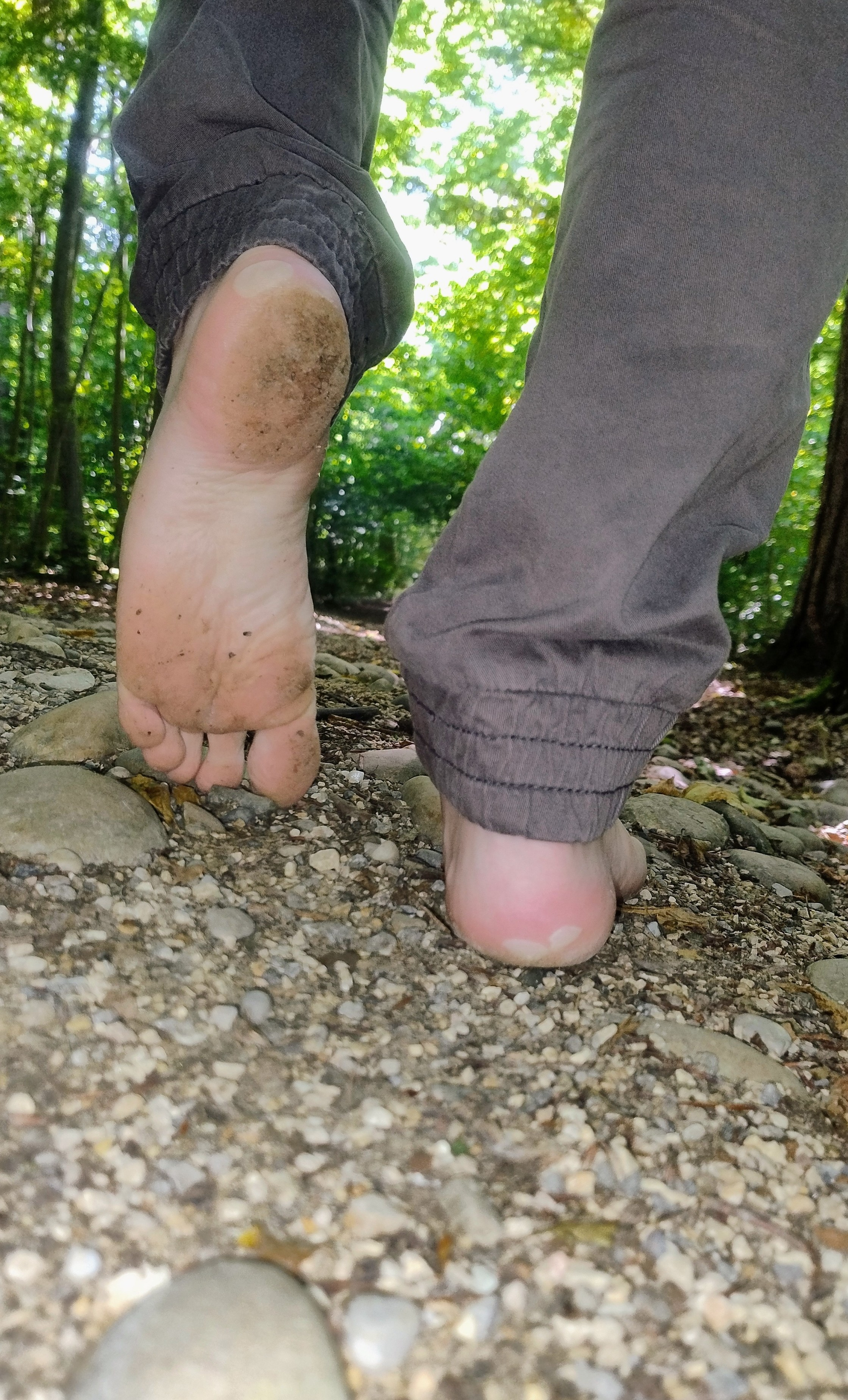
Босая тропа в Германии

### Путешествия и длительные прогулки босиком
На природных почвах (а после небольшой тренировки и на любых поверхностях) возможно хождение босиком. В США, некоторых странах Европы, а также в России существуют группы босоногих путешественников, которые организуют босоногие прогулки и прочие мероприятия.
В Германии существуют босоногие парки, которые созданы специально для хождения босиком. Маршруты построены таким образом, чтобы посетители имели возможность попробовать различные типы грунтов, дорожек и искусственных покрытий.
На сегодняшний день в Германии насчитывается 38 подобных парков. Босоногие парки существуют также в Бельгии и в Голландии.
Считается, что рост босоногих путешествий и спортивных мероприятий начался после выхода в 1993 году в США книги The Barefoot Hiker автор которой, Richard Frazine, в популярной форме изложил причины своего необычного хобби. Эта книга для многих стала незаменимым пособием по босоногим прогулкам.

### Босоногий спорт
Босоногими по определению являются пляжный волейбол, пляжный футбол, пляжный гандбол и другие пляжные виды спорта. По ним проводятся Пляжные Азиатские игры. Также, ношение какой-либо обуви не предусмотрено в некоторых видах спортивных единоборств, таких как дзюдо и карате.
В таких видах спорта как бег на длинные дистанции большинство спортсменов бегут в обуви, однако зафиксированы случаи забега на марафонские дистанции без обуви: Абебе Бикила (Эфиопия), Гастона Рулантса (Бельгия), Золу Бадд (ЮАР).
В последние годы на древнем олимпийском стадионе в Немее (Греция) проводились альтернативные олимпийские игры, которые проходили по сценарию, приближенному к древнему. Спортсмены выступали в туниках и обязательно босиком.
Сторонники босоногого бега считают, что бег без обуви является наиболее естественным и физиологичным видом бега, а использование для бега кроссовок с амортизацией пятки изменяет технику бега и может приводить к различным травмам. Показательно, что многие западные производители обуви постепенно переключаются на выпуск обуви, позволяющей имитировать технику босоногого бега.

### Босоногий образ жизни
Для многих жителей развитых стран хождение босиком стало образом жизни. Всё чаще люди появляются без обуви в публичных местах — на свадьбах, в магазинах, в транспорте и на городских улицах.
С 1994 года существует Общество босоногого образа жизни, которое объединяет любителей босоногой жизни со всего мира. Кроме него, в разных странах создано много клубов и объединений любителей ходить босиком.

## Религиозные и культурные аспекты

### Знак набожности
Во многих религиях требуется разуваться при посещении святых мест. Так, Бог говорит Моисею при неопалимой купине: «сними обувь твою с ног твоих, ибо место, на котором ты стоишь, есть земля святая» (Исх. 3:5).
Мусульмане обязаны разуваться перед молитвой и перед входом в мечеть, но делают это для сохранения чистоты. Некоторые Христианские церкви имеют традиции паломничества босиком. В Индуизме хождение босиком является знаком уважения к священным животным и запрета на ношение изделий из кожи.
Согласно Каббале, еврей, который ходит босиком, наносит вред своей душе.
Сказано в Талмуде (Шабат, 129а): «Пусть человек продаст последнее, что у него есть, но купит обувь для ног своих».
Но там, где господствует святость, надлежит снимать обувь. Поэтому коэны служили в Храме босыми. И сейчас, готовясь к церемонии благословения народа, коэны снимают обувь.
Эта двойственность присутствует везде. С одной стороны — смирение мужчины перед Богом (Франциск Ассизский), жены перед мужем. С другой — унижение: пленных израильтян ассирийцы гонят босыми через пустыню (Исайя, 20 глава), а Иеремия (13:22) обращается к израильскому народу со следующими гневными словами: «За множество беззаконий твоих открыт подол у тебя, обнажены пяты твои».
В Христианстве босоногие не образуют самостоятельного ордена, а являют собою лишь высшую степень аскетической жизни в различных монашеских орденах, например, у францисканцев, августинцев, мерценариев, камальдулов, кармелитов и др.
В настоящее время существует также церковь босоногого образа жизни.

### Символ унижения, бедности
Хождение босиком в христианской Западной Европе было знаком приниженного социального статуса и/или бедности. Позже, в период колонизации, данная точка зрения распространяется почти повсеместно.

## Праздники
- На Руси было принято ходить босиком на день Ивана Купалы.
- Также считалось, что если в день Пасхи утром до 12:00 ходить по земле босиком, до следующей весны у человека не будет болезней[35].
- Многие выпускницы гуляют босиком после завершения торжественных мероприятий, связанных с окончанием школы.

## Законы

### Вождение босиком
В Бельгии дорожные правила прямо не запрещают вождения босиком, однако статья 8.3 требует от водителя «постоянной возможности осуществления манёвра». Федеральная полиция рассматривает эту статью как запрет вождения босиком, что может быть отягчающим обстоятельством в случае аварии.
В Гонконге закон требует от водителей быть обутыми в разрешённую обувь. Вождение босиком или в сандалиях не допускается.

### Босиком в метро
Сегодня нахождение на территории Московского метро без обуви запрещено. В Правилах пользования Московским метрополитеном 1935 года, когда метрополитен только открылся, запрета на босые ноги не было. Не было его и в Правилах 1958 года. Он появился позже как реакция властей на возникновение в Москве хиппи, с которыми советская власть боролась. Впоследствии запрет на хождение босиком в метро был отменён, и в Правилах 1977 года его уже нет. В Правилах 1994 года этот запрет появляется, но в январе 2003 года Мосгордума приняла в первом чтении новую редакцию Закона об административной ответственности за правонарушения в метро, вновь исключив из Правил запрет на хождение в метро босиком. Однако Правила пользования Московским метрополитеном 2008 года снова содержат пункт о запрете нахождения на станциях без обуви (п.2.11.6). В Петербургском метро такой запрет тоже есть (пункт 9.4 Правил пользования Петербургским Метрополитеном).
Вместе с тем, руководство Московского метрополитена разрешает на своих станциях проведение съёмок фильма с участием босоногих артистов, фотосессий с участием голых и босых женщин, а также выпускаются корпоративные календари Мосметрорекламы с похожим содержанием. В ноябре 2015 года Московский метрополитен совместно с посольством Индии сам организовал босоногую акцию «Ночь йоги в метро» на станции Новослободская.
Попытка новосибирской мэрии и новосибирских депутатов ввести в местном метро запрет на босые ноги не увенчалась успехом: в ноябре 2010 года босоногие активисты добились отказа властей от введения этого запрета.
Опрос газеты «Труд» показал, что москвичи в жаркие дни отказались бы от обязательного ношения обуви, в том числе и в метро
Летом 2013 года группа москвичей обратилась к столичному мэру и к руководству метрополитена с просьбой об отмене запрета на босые ноги. Опыт новосибирского метрополитена показал, что это не нарушит технику безопасности: в Новосибирском метро за долгое время не было и нет ни одной травмы, связанной с босыми ногами.
По нормативам зазоры между «гребенкой» и ступенькой в эскалаторе не превышают 1,5 мм, поэтому, по мнению активистов, пальцы ног там застрять не могут. Значительно большую опасность на эскалаторе представляют развязанные шнурки, тонкие каблуки-«шпильки» и полы длинной одежды, однако, запрета на нахождение в метро с этими факторами нет. Если же босоногим людям что-то и угрожает, то достаточно разработать для них рекомендации по безопасности. Но на просьбу активистов руководство московского метрополитена ответило отказом.
По мнению правозащитников, запрет не соответствует нормам российского и международного законодательства. Эксперт движения «За права человека» Евгений Ихлов полагает, что босоходы могут обратиться в Московский городской суд. В интервью «Известиям» правозащитник отметил: «Защиту своих интересов они могут построить на том, что хождение без обуви не угрожает здоровью других пассажиров и по закону не является вызовом общественной нравственности».
26 октября 2018 г. Министерство транспорта РФ издало Приказ № 386 «Об утверждении Типовых правил пользования метрополитеном». Новые Правила запрещают заходить в метро голым и (или) босым людям. Теперь запрет обоснован не заботой о безопасности, а морально-этическими нормами поведения в общественных местах.
Каких-либо запретов на нахождение босиком в других общественных местах, включая торговые центры с эскалаторами, в российском законодательстве нет.

### No Shoes, no shirt…
В США многие зачастую считают, что правила OSHA запрещают людям посещать магазины, рестораны и т. п. без обуви или рубашки. На самом деле этот закон распространяется только на работников этих заведений и гарантирует им предоставление необходимой спецодежды. Официально не существует законодательных актов, запрещающих посещение подобных заведений босиком. Частный предприниматель, тем не менее, может отказать в обслуживании разутому или раздетому человеку. В некоторых городах также может вводиться требование определённой одежды и обуви в общественных местах.

## Общественные и научные мнения

### Простудные заболевания
По мнению сторонников хождения босиком, в современном мире утверждение о повышенной чувствительности ног (стоп), в частности, к охлаждению, доводится до степени абсурда. Постоянное ношение обуви, по их мнению, создаёт для ног ненормальные тепличные условия, делая их более уязвимыми при переохлаждении, повышая тем самым риск простудных заболеваний.